# Fonteny
Fonteny är en kommun i departementet Moselle i regionen Grand Est (tidigare regionen Lorraine) i nordöstra Frankrike. Kommunen ligger i kantonen Delme som tillhör arrondissementet Château-Salins. År 2022 hade Fonteny 141 invånare.

## Befolkningsutveckling
Antalet invånare i kommunen Fonteny
| Referens: INSEE |